# 베저강

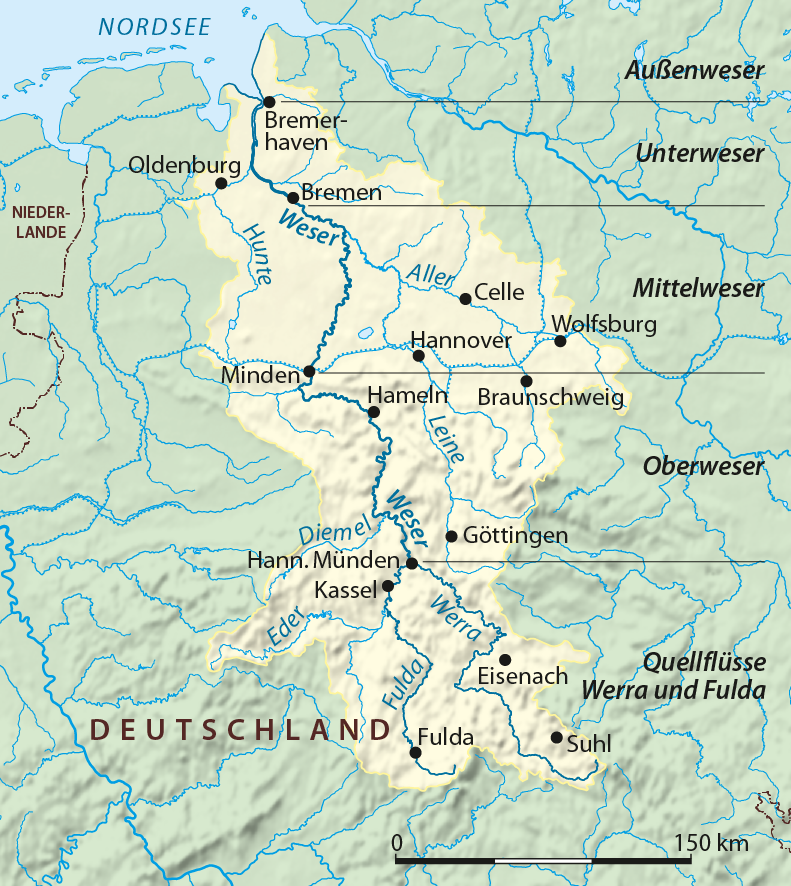
베저강의 위치

베저강(독일어: Weser Fluss)은 독일 북서 지역을 흐르는 강이다. 베라강과 풀다강이 합류해 이루어진 강으로 총 길이는 452 km이다.

## 제2차 세계 대전
독일이 노르웨이를 침략한 작전의 이름은 베저위붕으로 베저강 훈련이라는 뜻이다.